# John Fitchett
John Fitchett (ur. 1776, zm. 1838) – poeta angielski, prawnik z zawodu. Znany jest jako autor ogromnego eposu historycznego, ułożonego białym wierszem, King Alfred (Król Alfred), opowiadającego o anglosaksońskim władcy z IX wieku, Alfredzie Wielkim, który bohatersko bronił Anglii przed najazdem Duńczyków. Utwór ten jest najprawdopodobniej najdłuższym kiedykolwiek napisanym po angielsku dziełem poetyckim. Liczy około 131 300 wersów. W zamyśle autora miał być narodowym eposem Brytyjczyków, kształtującym ich patriotyzm i dumę z tradycji.